# Stilobezzia atronitens
Stilobezzia atronitens är en tvåvingeart som beskrevs av Maurice Emile Marie Goetghebuer 1933. Stilobezzia atronitens ingår i släktet Stilobezzia och familjen svidknott.
Artens utbredningsområde är Kongo. Inga underarter finns listade i Catalogue of Life.